# Tephrosia
Genre
Tephrosia est un genre de plantes à fleurs de la famille des Fabaceae.

## Liste d'espèces
Selon Catalogue of Life (27 septembre 2017) :
- Tephrosia abbottiae C.E.Wood
- Tephrosia acaciifolia Baker
- Tephrosia adunca Benth.
- Tephrosia aemula (E.Mey.)Harv.
- Tephrosia aequilata Baker
- Tephrosia alba Du Puy & Labat
- Tephrosia albissima H.M.L.Forbes
- Tephrosia alpestris Taub.
- Tephrosia ambigua D.Dietr.
- Tephrosia amoena E.Mey.
- Tephrosia amorphaefolia Kunth & Bouché
- Tephrosia andongensis Baker
- Tephrosia angustissima Chapman
- Tephrosia apollinea (Delile)DC.
- Tephrosia arenicola Maconochie
- Tephrosia argyrolampra Harms
- Tephrosia argyrotricha Harms
- Tephrosia arnhemica C.T.White
- Tephrosia ascendens Macfad.
- Tephrosia astragaloides Benth.
- Tephrosia athiensis Baker f.
- Tephrosia aurantiaca Harms
- Tephrosia bachmannii Harms
- Tephrosia barbatala Bosman & de Haas
- Tephrosia barberi J.R.Drumm.
- Tephrosia baueri A.Gray
- Tephrosia belizensis Lundell
- Tephrosia benthamii Pedley
- Tephrosia berhautiana Lescot
- Tephrosia betsileensis (R.Vig.)Du Puy & Labat
- Tephrosia bibracteolata (Dumaz-le-Grand)Du Puy & Labat
- Tephrosia bidwillii Benth.
- Tephrosia boiviniana Baill.
- Tephrosia brachycarpa Benth.
- Tephrosia brachyodon Domin
- Tephrosia bracteolata Guill. & Perr.
- Tephrosia brandegei (Standl.)L.Riley
- Tephrosia brummittii Schrire
- Tephrosia burchellii Burtt Davy
- Tephrosia caerulea Baker f.
- Tephrosia calophylla Bedd.
- Tephrosia cana Brandegee
- Tephrosia canarensis J.R.Drumm.
- Tephrosia candida (Roxb.)DC.
- Tephrosia capensis (Jacq.)Pers.
- Tephrosia capitata Verdc.
- Tephrosia cephalantha Baker
- Tephrosia cephalophora Harms
- Tephrosia chilensis Trevir.
- Tephrosia chimanimaniana Brummitt
- Tephrosia chisumpae Brummitt
- Tephrosia chrysophylla Pursh
- Tephrosia cinerea (L.)Pers.
- Tephrosia clementii Skan
- Tephrosia clementis Alain
- Tephrosia coccinea Wall.
- Tephrosia collina V.S.Sharma
- Tephrosia colutea Pers.
- Tephrosia conspicua W.Fitzg.
- Tephrosia conzattii (Rydb.)Standl.
- Tephrosia corallicola (Small)Leon
- Tephrosia cordata Hutch. & Burtt Davy
- Tephrosia cordatistipula J.B.Gillett
- Tephrosia coriacea Benth.
- Tephrosia coronillifolia (Poir.)DC.
- Tephrosia coronilloides Baker
- Tephrosia crassifolia Benth.
- Tephrosia crocea Benth.
- Tephrosia cuernavacana (Rose)J.F.Macbr.
- Tephrosia curtissii (Small)Shinners
- Tephrosia curvata De Wild.
- Tephrosia dasyphylla Baker
- Tephrosia debilis Domin
- Tephrosia decaryana (Dumaz-le-Grand)Du Puy & Labat
- Tephrosia decora Baker
- Tephrosia decumbens Benth.
- Tephrosia deflexa Baker
- Tephrosia delestangii Pedley
- Tephrosia densiflora Hook.f.
- Tephrosia desertorum Scheele
- Tephrosia dichroocarpa A.Rich.
- Tephrosia dietrichiae Domin
- Tephrosia disperma Baker
- Tephrosia diversifolia (Rose)J.F.Macbr.
- Tephrosia djalonica Hutch. & Dalziel
- Tephrosia domingensis (Willd.)Pers.
- Tephrosia dregeana E.Mey.
- Tephrosia drepanocarpa Baker
- Tephrosia dura Baker
- Tephrosia egregia Sandwith
- Tephrosia elata Deflers
- Tephrosia elegans Schum.
- Tephrosia elliptica Bosman & de Haas
- Tephrosia elongata E.Mey.
- Tephrosia emeroides A.Rich.
- Tephrosia eriocarpa Benth.
- Tephrosia euchroa Verd.
- Tephrosia euprepes Brummitt
- Tephrosia falciformis S.V.Ramaswamy
- Tephrosia faulknerae Brummitt
- Tephrosia feddemana McVaugh
- Tephrosia festina Brummitt
- Tephrosia filiflora Chiov.
- Tephrosia filiformis (Jacq.)Pers.
- Tephrosia filipes Benth.
- Tephrosia flagellaris Domin
- Tephrosia flammea Benth.
- Tephrosia flexuosa G.Don
- Tephrosia florida (F.Dietr.)C.E.Wood
- Tephrosia floridana (Vail)Isely
- Tephrosia foliolosa (Rydb.)L.Riley
- Tephrosia forbesii Baker
- Tephrosia forrestiana F.Muell.
- Tephrosia fulvinervis A.Rich.
- Tephrosia fusca Wight & Arn.
- Tephrosia gaudium-solis Domin
- Tephrosia geminiflora Baker
- Tephrosia genistoides (Dumaz-le-Grand)Du Puy & Labat
- Tephrosia glomeruliflora Meissner
- Tephrosia gobensis Brummitt
- Tephrosia gorgonea Cout.
- Tephrosia gossweileri Baker f.
- Tephrosia gracilenta H.M.L.Forbes
- Tephrosia gracilipes Guill. & Perr.
- Tephrosia grandibracteata Merxm.
- Tephrosia grandiflora (Aiton)Pers.
- Tephrosia griseola H.M.L.Forbes
- Tephrosia guaranitica Chodat & Hassl.
- Tephrosia guayameoensis O.Tellez
- Tephrosia hassleri Chodat
- Tephrosia haussknechtii Bornm.
- Tephrosia heckmanniana Harms
- Tephrosia heterophylla Vatke
- Tephrosia hildebrandtii Vatke
- Tephrosia hispidula (Michx.)Pers.
- Tephrosia hochstetteri Chiov.
- Tephrosia hockii De Wild.
- Tephrosia holstii Taub.
- Tephrosia hookeriana Wight & Arn.
- Tephrosia huillensis Baker
- Tephrosia humbertii Dumaz-le-Grand
- Tephrosia humilis Guill. & Perr.
- Tephrosia hypoleuca L.Riley
- Tephrosia ibityensis (R.Vig.)Du Puy & Labat
- Tephrosia inandensis H.M.L.Forbes
- Tephrosia interrupta Engl.
- Tephrosia iringae Baker f.
- Tephrosia isaloensis Du Puy & Labat
- Tephrosia jamnagarensis Santapau
- Tephrosia juncea Benth.
- Tephrosia kalamboensis Brummitt & J.B.Gillett
- Tephrosia karkarensis Thulin
- Tephrosia kasikiensis Baker f.
- Tephrosia kassasii Boulos
- Tephrosia katangensis De Wild.
- Tephrosia kazibensis Cronquist
- Tephrosia kerrii J.R.Drumm. & Craib
- Tephrosia kindu De Wild.
- Tephrosia kraussiana Meissner
- Tephrosia laevigata Baker
- Tephrosia lamprolobioides F.Muell.
- Tephrosia lanata M.Martens & Galeotti
- Tephrosia langlassei Micheli
- Tephrosia laxa Domin
- Tephrosia lebrunii Cronquist
- Tephrosia leiocarpa A.Gray
- Tephrosia lepida Baker f.
- Tephrosia leptoclada Benth.
- Tephrosia letestui Tisser.
- Tephrosia leucantha Kunth
- Tephrosia leveillei Domin
- Tephrosia limpopoensis J.B.Gillett
- Tephrosia lindheimeri A.Gray
- Tephrosia linearis (Willd.)Pers.
- Tephrosia longipes Meissner
- Tephrosia lortii Baker f.
- Tephrosia lupinifolia DC.
- Tephrosia lurida Sond.
- Tephrosia luzoniensis Vogel
- Tephrosia lyallii Baker
- Tephrosia macrantha Pringle
- Tephrosia macrocarpa Benth.
- Tephrosia macropoda (E.Mey.)Harv.
- Tephrosia macrostachya (Benth.)Domin
- Tephrosia maculata Merr. & L.M.Perry
- Tephrosia madrensis Seem.
- Tephrosia major Micheli
- Tephrosia malvina Brummitt
- Tephrosia manikensis De Wild.
- Tephrosia marginata Hassl.
- Tephrosia marginella H.M.L.Forbes
- Tephrosia mariana DC.
- Tephrosia maxima (L.)Pers.
- Tephrosia melanocalyx Baker
- Tephrosia mexicana C.E.Wood
- Tephrosia meyerana J.B.Gillett
- Tephrosia micrantha J.B.Gillett
- Tephrosia miranda Brummitt
- Tephrosia mohrii (Rydb.)R.K.Godfrey
- Tephrosia monophylla Schinz
- Tephrosia montana Brummitt
- Tephrosia moroubensis Tisser.
- Tephrosia mossiensis A.Chev.
- Tephrosia muenzneri Harms
- Tephrosia multifolia Rose
- Tephrosia multijuga R.G.N.Young
- Tephrosia nana Schweinf.
- Tephrosia natalensis H.M.L.Forbes
- Tephrosia newtoniana Torre
- Tephrosia nicaraguensis Oerst.
- Tephrosia nitens Seem.
- Tephrosia noctiflora Baker
- Tephrosia nseleensis De Wild.
- Tephrosia nubica (Boiss.)Baker
- Tephrosia nyikensis Baker
- Tephrosia obbiadensis Chiov.
- Tephrosia oblongata Benth.
- Tephrosia obovata Merr.
- Tephrosia odorata Balf.f.
- Tephrosia oligophylla Benth.
- Tephrosia onobrychoides Nutt.
- Tephrosia oubanguiensis Tisser.
- Tephrosia oxygona Baker
- Tephrosia pachypoda L.Riley
- Tephrosia pallens (Aiton)Pers.
- Tephrosia pallida H.M.L.Forbes
- Tephrosia palmeri S.Watson
- Tephrosia paniculata Baker
- Tephrosia paradoxa Brummitt
- Tephrosia parvifolia (R.Vig.)Du Puy & Labat
- Tephrosia paucijuga Harms
- Tephrosia pearsonii Baker f.
- Tephrosia pedicellata Baker
- Tephrosia pentaphylla (Roxb.)G.Don
- Tephrosia perrieri R.Vig.
- Tephrosia perriniana DC.
- Tephrosia persica Boiss.
- Tephrosia phaeosperma Benth.
- Tephrosia phylloxylon (R.Vig.)Du Puy & Labat
- Tephrosia pietersii H.M.L.Forbes
- Tephrosia pinifolia Du Puy & Labat
- Tephrosia platycarpa Guill. & Perr.
- Tephrosia platyphylla (Rose)Standl.
- Tephrosia pogonocalyx C.E.Wood
- Tephrosia polyphylla (Chiov.)J.B.Gillett
- Tephrosia polystachya E.Mey.
- Tephrosia polyzyga Benth.
- Tephrosia porrecta Benth.
- Tephrosia potosina Brandegee
- Tephrosia praecana Brummitt
- Tephrosia pringlei (Rose)J.F.Macbr.
- Tephrosia pseudolongipes Baker f.
- Tephrosia pumila (Lam.)Pers.
- Tephrosia punctata J.B.Gillett
- Tephrosia pungens (R.Vig.)Du Puy & Labat
- Tephrosia purpurea (L.)Pers.
- Tephrosia quercetorum C.E.Wood
- Tephrosia radicans Baker
- Tephrosia rechingeri Ali
- Tephrosia remotiflora Benth.
- Tephrosia reptans Baker
- Tephrosia retamoides (Baker)Soler.
- Tephrosia reticulata Benth.
- Tephrosia retusa Burtt Davy
- Tephrosia rhodantha Brandegee
- Tephrosia rhodesica Baker f.
- Tephrosia richardsiae J.B.Gillett
- Tephrosia rigida Span.
- Tephrosia rigidula Baker
- Tephrosia ringoetii Baker f.
- Tephrosia robinsoniana Brummitt
- Tephrosia rosea Benth.
- Tephrosia roxburghiana J.R.Drumm.
- Tephrosia rufescens Benth.
- Tephrosia rufula Pedley
- Tephrosia rugelii Shuttlew.
- Tephrosia rupicola J.B.Gillett
- Tephrosia savannicola Domin
- Tephrosia saxicola C.E.Wood
- Tephrosia scopulata Thulin
- Tephrosia scopulorum Brandegee
- Tephrosia seemannii (Britten & Baker f.)K.Schum.
- Tephrosia semiglabra Sond.
- Tephrosia seminole Shinners
- Tephrosia sengaensis Baker f.
- Tephrosia senna Kunth
- Tephrosia senticosa (L.)Pers.
- Tephrosia sessiliflora (Poir.)Hassl.
- Tephrosia seticulosa (L.)Pers.
- Tephrosia shamimii Ali
- Tephrosia shiluwanensis Schinz
- Tephrosia siamensis J.R.Drumm.
- Tephrosia simulans C.E.Wood
- Tephrosia sinapou (Buc'hoz)A.Chev.
- Tephrosia singuliflora F.Muell.
- Tephrosia smallii (Vail)Robinson
- Tephrosia smythiae McVaugh
- Tephrosia sparsiflora H.M.L.Forbes
- Tephrosia spechtii Pedley
- Tephrosia sphaerospora F.Muell.
- Tephrosia spicata (Walter)Torr. & A.Gray
- Tephrosia spinosa (L.f.)Pers.
- Tephrosia stipuligera W.Fitzg.
- Tephrosia stormsii De Wild.
- Tephrosia stricta (L.f.)Pers.
- Tephrosia strigosa (Dalzell)Santapau & Maheshw.
- Tephrosia stuartii Benth.
- Tephrosia subamoena J.R.Drumm. & Hemsl.
- Tephrosia subaphylla Du Puy & Labat
- Tephrosia submontana (Rose)L.Riley
- Tephrosia subnuda Domin
- Tephrosia subpectinata Domin
- Tephrosia subpraecox Cronquist
- Tephrosia subtriflora Baker
- Tephrosia subulata Hutch. & Burtt Davy
- Tephrosia supina Domin
- Tephrosia sylitroides Baker f.
- Tephrosia sylviae Berhaut
- Tephrosia tanganyikensis De Wild.
- Tephrosia tenuis Wall.
- Tephrosia tepicana (Standl.)Standl.
- Tephrosia thurberi Rydb.
- Tephrosia tinctoria Pers.
- Tephrosia travancorica Thoth. & D.N.Das
- Tephrosia uniflora Pers.
- Tephrosia uniovulata F.Muell.
- Tephrosia varians (Bailey)C.T.White
- Tephrosia velutina Spreng.
- Tephrosia verdickii De Wild.
- Tephrosia vernicosa C.E.Wood
- Tephrosia vestita Vogel
- Tephrosia vicioides Schltdl.
- Tephrosia viguieri Du Puy & Labat
- Tephrosia villosa (L.)Pers.
- Tephrosia virens Pedley
- Tephrosia virgata H.M.L.Forbes
- Tephrosia virginiana (L.)Pers.
- Tephrosia vogelii Hook.f.
- Tephrosia vohimenaensis Du Puy & Labat
- Tephrosia watsoniana (Standl.)J.F.Macbr.
- Tephrosia whyteana Baker f.
- Tephrosia wynaadensis J.R.Drumm.
- Tephrosia zambiana Brummitt
- Tephrosia zollingeri Backer
- Tephrosia zoutspanbergensis Bremek.

Selon GRIN (27 septembre 2017) :
- Tephrosia acaciifolia Welw. ex Baker
- Tephrosia adunca Benth.
- Tephrosia aemula (E. Mey.) Harv.
- Tephrosia aequilata Baker
- Tephrosia angustissima Shuttlew. ex Chapm.
- Tephrosia apollinea (Delile) Link
- Tephrosia baurei Benth. ex A. Gray
- Tephrosia bidwillii Benth.
- Tephrosia brachyodon Domin
- Tephrosia bracteolata Guill. & Perr.
- Tephrosia brandegeei L. Riley
- Tephrosia burchellii Burtt Davy
- Tephrosia candida DC.
- Tephrosia capensis (Jacq.) Pers.
- Tephrosia cephalantha Welw. ex Baker
- Tephrosia chimanimaniana Brummitt
- Tephrosia cinerea (L.) Pers.
- Tephrosia cloncurrensis
- Tephrosia cordata Hutch. & Burtt Davy
- Tephrosia coronilloides Welw. ex Baker
- Tephrosia cuneata
- Tephrosia decora Welw. ex Baker
- Tephrosia dietrichii Domin
- Tephrosia dregeana E. Mey.
- Tephrosia elata Deflers
- Tephrosia elegans Schumach.
- Tephrosia emeroides A. Rich.
- Tephrosia eriocarpa Benth.
- Tephrosia euchroa I. Verd.
- Tephrosia euprepes
- Tephrosia falciformis Ramaswami
- Tephrosia festina Brummitt
- Tephrosia filipes Benth.
- Tephrosia flagellaris Domin
- Tephrosia flexuosa G. Don
- Tephrosia florida (F. Dietr.) C. E. Wood
- Tephrosia forbesii Baker
- Tephrosia glomeruliflora Meisn.
- Tephrosia grandibracteata Merxm.
- Tephrosia grandiflora (LʼHér.) Pers.
- Tephrosia heckmanniana Harms
- Tephrosia hildebrandtii Vatke
- Tephrosia hispidula (Michx.) Pers.
- Tephrosia holstii Taub.
- Tephrosia hookeriana Wight & Arn.
- Tephrosia interrupta Engl.
- Tephrosia juncea Benth.
- Tephrosia leiocarpa A. Gray
- Tephrosia lepida Baker f.
- Tephrosia lindheimeri A. Gray
- Tephrosia linearis (Willd.) Pers.
- Tephrosia littoralis
- Tephrosia longipes Meisn.
- Tephrosia lupinifolia DC.
- Tephrosia macropoda (E. Mey.) Harv.
- Tephrosia maxima (L.) Pers.
- Tephrosia micrantha J. B. Gillett
- Tephrosia montana Brummitt
- Tephrosia multijuga R. G. N. Young
- Tephrosia nana Kotschy ex Schweinf.
- Tephrosia nitens Benth. ex Seem.
- Tephrosia noctiflora Bojer ex Baker
- Tephrosia nyikensis
- Tephrosia obovata Merr.
- Tephrosia onobrychoides Nutt.
- Tephrosia oxygona Welw. ex Baker
- Tephrosia pallens (Aiton) Pers.
- Tephrosia paniculata Welw. ex Baker
- Tephrosia paradoxa Brummitt
- Tephrosia pedicellata
- Tephrosia polystachya E. Mey.
- Tephrosia praecana Brummitt
- Tephrosia pumila (Lam.) Pers.
- Tephrosia purpurea (L.) Pers.
- Tephrosia radicans Welw. ex Baker
- Tephrosia reptans Baker
- Tephrosia rhodesica Baker f.
- Tephrosia richardsiae J. B. Gillett
- Tephrosia rosea F. Muell. ex Benth.
- Tephrosia rufula Pedley
- Tephrosia rupicola J. B. Gillett
- Tephrosia semiglabra Sond.
- Tephrosia senna Kunth
- Tephrosia sessiliflora (Poir.) Hassl.
- Tephrosia shiluwanensis Schinz
- Tephrosia sinapou (Bucʼhoz) A. Chev.
- Tephrosia sparsiflora H. M. L. Forbes
- Tephrosia sphaerospora F. Muell.
- Tephrosia spicata (Walter) Torr. & A. Gray
- Tephrosia spinosa (L. f.) Pers.
- Tephrosia stormsii
- Tephrosia stricta (L. f.) Pers.
- Tephrosia strigosa (Dalzell) Santapau & Maheshw.
- Tephrosia subtriflora Hochst. ex Baker
- Tephrosia subulata Hutch. & Burtt Davy
- Tephrosia supina Domin
- Tephrosia tenuis Wall.
- Tephrosia thurberi (Rydb.) C. E. Wood
- Tephrosia tinctoria Pers.
- Tephrosia uniflora Pers.
- Tephrosia uniovulata F. Muell.
- Tephrosia vestita Vogel
- Tephrosia vicioides Schltdl.
- Tephrosia villosa (L.) Pers.
- Tephrosia violacea
- Tephrosia virgata H. M. L. Forbes
- Tephrosia virginiana (L.) Pers.
- Tephrosia vogelii Hook. f.
- Tephrosia zoutpansbergensis Bremek.

Selon ITIS (27 septembre 2017) :
- Tephrosia angustissima Shuttlew. ex Chapm.
- Tephrosia candida DC.
- Tephrosia chrysophylla Pursh
- Tephrosia cinerea (L.) Pers.
- Tephrosia corallicola (Small) Léon
- Tephrosia curtissii (Small ex Rydb.) Shinners
- Tephrosia florida (F. Dietr.) C.E. Wood
- Tephrosia × floridana (Vail) Isely
- Tephrosia hispidula (Michx.) Pers.
- Tephrosia leiocarpa A. Gray
- Tephrosia lindheimeri A. Gray
- Tephrosia mohrii (Rydb.) R.K. Godfrey
- Tephrosia nitens Benth. ex Seem.
- Tephrosia noctiflora Bojer ex Baker
- Tephrosia onobrychoides Nutt.
- Tephrosia oxygona Welw. ex Baker
- Tephrosia potosina Brandegee
- Tephrosia purpurea (L.) Pers.
- Tephrosia richardsiae J.B. Gillett
- Tephrosia rugelii Shuttlew. ex B.L. Rob.
- Tephrosia senna Kunth
- Tephrosia sessiliflora (Poir.) Hassl.
- Tephrosia sinapou (Buc'hoz) A. Chev.
- Tephrosia spicata (Walter) Torr. & A. Gray
- Tephrosia subtriflora Hochst. ex Baker
- Tephrosia tenella A. Gray
- Tephrosia thurberi (Rydb.) C.E. Wood
- Tephrosia vestita Vogel
- Tephrosia vicioides Schltdl.
- Tephrosia villosa (L.) Pers.
- Tephrosia virginiana (L.) Pers.
- Tephrosia vogelii Hook. f.

Selon The Plant List (27 septembre 2017) :
- Tephrosia abbottiae C.E.Wood
- Tephrosia acaciifolia Baker
- Tephrosia adunca Benth.
- Tephrosia aemula (E.Mey.) Harv.
- Tephrosia aequilata Baker
- Tephrosia alba Du Puy & Labat
- Tephrosia albissima H.M.L.Forbes
- Tephrosia alpestris Taub.
- Tephrosia ambigua D.Dietr.
- Tephrosia amoena E.Mey.
- Tephrosia amorphaefolia Kunth & Bouche
- Tephrosia andongensis Baker
- Tephrosia angustissima Chapman
- Tephrosia anomala Thulin
- Tephrosia apollinea (Delile) DC.
- Tephrosia arenicola Maconochie
- Tephrosia argyrolampra Harms
- Tephrosia argyrotricha Harms
- Tephrosia arnhemica C.T.White
- Tephrosia ascendens Macfad.
- Tephrosia astragaloides Benth.
- Tephrosia athiensis Baker f.
- Tephrosia aurantiaca Harms
- Tephrosia bachmannii Harms
- Tephrosia barba-jovis Cufod.
- Tephrosia barbatala Bosman & de Haas
- Tephrosia barberi J.R.Drumm.
- Tephrosia baueri A.Gray
- Tephrosia belizensis Lundell
- Tephrosia benthamii Pedley
- Tephrosia berhautiana Lescot
- Tephrosia betsileensis (R.Vig.) Du Puy & Labat
- Tephrosia bibracteolata (Dumaz-le-Grand) Du Puy & Labat
- Tephrosia bidwillii Benth.
- Tephrosia boiviniana Baill.
- Tephrosia brachycarpa Benth.
- Tephrosia brachyodon Domin
- Tephrosia bracteolata Guill. & Perr.
- Tephrosia brandegei (Standl.) L.Riley
- Tephrosia brummittii Schrire
- Tephrosia burchellii Burtt Davy
- Tephrosia caerulea Baker f.
- Tephrosia calophylla Bedd.
- Tephrosia cana Brandegee
- Tephrosia canarensis J.R.Drumm.
- Tephrosia candida (Roxb.) DC.
- Tephrosia capensis (Jacq.) Pers.
- Tephrosia capitata Verdc.
- Tephrosia carrollii O. Téllez
- Tephrosia cephalantha Baker
- Tephrosia cephalophora Harms
- Tephrosia chilensis Trevir.
- Tephrosia chimanimaniana Brummitt
- Tephrosia chisumpae Brummitt
- Tephrosia chrysophylla Pursh
- Tephrosia cinerea (L.) Pers.
- Tephrosia clementii Skan
- Tephrosia clementis Alain
- Tephrosia coccinea Wall.
- Tephrosia collina V.S.Sharma
- Tephrosia colutea Pers.
- Tephrosia conspicua W.Fitzg.
- Tephrosia conzattii (Rydb.) Standl.
- Tephrosia corallicola (Small) Leon
- Tephrosia cordata Hutch. & Burtt Davy
- Tephrosia cordatistipula J.B.Gillett
- Tephrosia coriacea Benth.
- Tephrosia coronillifolia (Poir.) DC.
- Tephrosia coronilloides Baker
- Tephrosia crassifolia Benth.
- Tephrosia crocea Benth.
- Tephrosia cuernavacana (Rose) J.F.Macbr.
- Tephrosia curtissii (Small) Shinners
- Tephrosia curvata De Wild.
- Tephrosia dasyphylla Baker
- Tephrosia debilis Domin
- Tephrosia decaryana (Dumaz-le-Grand) Du Puy & Labat
- Tephrosia decora Baker
- Tephrosia decumbens Benth.
- Tephrosia deflexa Baker
- Tephrosia delestangii Pedley
- Tephrosia densiflora Hook.f.
- Tephrosia desertorum Scheele
- Tephrosia dichroocarpa A.Rich.
- Tephrosia dietrichiae Domin
- Tephrosia disperma Baker
- Tephrosia diversifolia (Rose) J.F.Macbr.
- Tephrosia djalonica Hutch. & Dalziel
- Tephrosia domingensis (Willd.) Pers.
- Tephrosia dregeana E.Mey.
- Tephrosia drepanocarpa Baker
- Tephrosia dura Baker
- Tephrosia egregia Sandwith
- Tephrosia elata Deflers
- Tephrosia elegans Schum.
- Tephrosia elliottii (Nutt.) Benth.
- Tephrosia elliptica Bosman & de Haas
- Tephrosia elongata E.Mey.
- Tephrosia emeroides A.Rich.
- Tephrosia eriocarpa Benth.
- Tephrosia euchroa Verd.
- Tephrosia euprepes Brummitt
- Tephrosia falcata (Thunb.) Pers.
- Tephrosia falciformis S.V.Ramaswamy
- Tephrosia faulknerae Brummitt
- Tephrosia feddemana McVaugh
- Tephrosia festina Brummitt
- Tephrosia filiflora Chiov.
- Tephrosia filiformis (Jacq.) Pers.
- Tephrosia filipes Benth.
- Tephrosia flagellaris Domin
- Tephrosia flammea Benth.
- Tephrosia flexuosa G.Don
- Tephrosia florida (F.Dietr.) C.E.Wood
- Tephrosia floridana (Vail) Isely
- Tephrosia foliolosa (Rydb.) L.Riley
- Tephrosia forbesii Baker
- Tephrosia forrestiana F.Muell.
- Tephrosia fulvinervis A.Rich.
- Tephrosia fusca Wight & Arn.
- Tephrosia gaudium-solis Domin
- Tephrosia geminiflora Baker
- Tephrosia genistoides (Dumaz-le-Grand) Du Puy & Labat
- Tephrosia glomeruliflora Meissner
- Tephrosia gobensis Brummitt
- Tephrosia gorgonea Cout.
- Tephrosia gossweileri Baker f.
- Tephrosia gracilenta H.M.L.Forbes
- Tephrosia gracilipes Guill. & Perr.
- Tephrosia grandibracteata Merxm.
- Tephrosia grandiflora (Aiton) Pers.
- Tephrosia griseola H.M.L.Forbes
- Tephrosia guaranitica Chodat & Hassl.
- Tephrosia guayameoensis O.Tellez
- Tephrosia hassleri Chodat
- Tephrosia haussknechtii Bornm.
- Tephrosia heckmanniana Harms
- Tephrosia heterophylla Vatke
- Tephrosia hildebrandtii Vatke
- Tephrosia hispidula (Michx.) Pers.
- Tephrosia hochstetteri Chiov.
- Tephrosia hockii De Wild.
- Tephrosia holstii Taub.
- Tephrosia hookeriana Wight & Arn.
- Tephrosia huillensis Baker
- Tephrosia humbertii Dumaz-le-Grand
- Tephrosia humilis Guill. & Perr.
- Tephrosia hypoleuca L.Riley
- Tephrosia ibityensis (R.Vig.) Du Puy & Labat
- Tephrosia inandensis H.M.L.Forbes
- Tephrosia incana (Roxb.) Graham ex Wight
- Tephrosia intermedia (Small) G.L. Nesom & Zarucchi
- Tephrosia interrupta Engl.
- Tephrosia iringae Baker f.
- Tephrosia isaloensis Du Puy & Labat
- Tephrosia jamnagarensis Santapau
- Tephrosia juncea Benth.
- Tephrosia kalamboensis Brummitt & J.B.Gillett
- Tephrosia karkarensis Thulin
- Tephrosia kasikiensis Baker f.
- Tephrosia kassasii Boulos
- Tephrosia katangensis De Wild.
- Tephrosia kazibensis Cronquist
- Tephrosia kerrii J.R.Drumm. & Craib
- Tephrosia kindu De Wild.
- Tephrosia kraussiana Meissner
- Tephrosia laevigata Baker
- Tephrosia lamprolobioides F.Muell.
- Tephrosia lanata M.Martens & Galeotti
- Tephrosia langlassei Micheli
- Tephrosia lathyroides Guill. & Perr.
- Tephrosia laxa Domin
- Tephrosia lebrunii Cronquist
- Tephrosia leiocarpa A.Gray
- Tephrosia lepida Baker f.
- Tephrosia leptoclada Benth.
- Tephrosia letestui Tisser.
- Tephrosia leucantha Kunth
- Tephrosia leveillei Domin
- Tephrosia limpopoensis J.B.Gillett
- Tephrosia lindheimeri A.Gray
- Tephrosia linearis (Willd.) Pers.
- Tephrosia longipes Meissner
- Tephrosia lortii Baker f.
- Tephrosia lupinifolia DC.
- Tephrosia lurida Sond.
- Tephrosia luzoniensis Vogel
- Tephrosia lyallii Baker
- Tephrosia macrantha Pringle
- Tephrosia macrocarpa Benth.
- Tephrosia macropoda (E.Mey.) Harv.
- Tephrosia macrostachya (Benth.) Domin
- Tephrosia maculata Merr. & L.M.Perry
- Tephrosia madrensis Seem.
- Tephrosia major Micheli
- Tephrosia malvina Brummitt
- Tephrosia manikensis De Wild.
- Tephrosia marginata Hassl.
- Tephrosia marginella H.M.L.Forbes
- Tephrosia mariana DC.
- Tephrosia maxima (L.) Pers.
- Tephrosia melanocalyx Baker
- Tephrosia mexicana C.E.Wood
- Tephrosia meyerana J.B.Gillett
- Tephrosia micrantha J.B.Gillett
- Tephrosia microcarpa O. Téllez
- Tephrosia miranda Brummitt
- Tephrosia mohrii (Rydb.) R.K.Godfrey
- Tephrosia monophylla Schinz
- Tephrosia montana Brummitt
- Tephrosia moroubensis Tisser.
- Tephrosia mossiensis A.Chev.
- Tephrosia mucronata (Thunb.) DC.
- Tephrosia muenzneri Harms
- Tephrosia multifolia Rose
- Tephrosia multijuga R.G.N.Young
- Tephrosia nana Schweinf.
- Tephrosia natalensis H.M.L.Forbes
- Tephrosia nervosa Chodat & Hassl.
- Tephrosia newtoniana Torre
- Tephrosia nicaraguensis Oerst.
- Tephrosia nitens Seem.
- Tephrosia noctiflora Baker
- Tephrosia nseleensis De Wild.
- Tephrosia nubica (Boiss.) Baker
- Tephrosia nyikensis Baker
- Tephrosia obbiadensis Chiov.
- Tephrosia oblongata Benth.
- Tephrosia obovata Merr.
- Tephrosia odorata Balf.f.
- Tephrosia oligophylla Benth.
- Tephrosia onobrychoides Nutt.
- Tephrosia oubanguiensis Tisser.
- Tephrosia oxygona Baker
- Tephrosia pachypoda L.Riley
- Tephrosia pallens (Aiton) Pers.
- Tephrosia pallida H.M.L.Forbes
- Tephrosia palmeri S.Watson
- Tephrosia paniculata Baker
- Tephrosia paradoxa Brummitt
- Tephrosia parvifolia (R.Vig.) Du Puy & Labat
- Tephrosia paucijuga Harms
- Tephrosia pearsonii Baker f.
- Tephrosia pedicellata Baker
- Tephrosia pentaphylla (Roxb.) G.Don
- Tephrosia perrieri R.Vig.
- Tephrosia perriniana DC.
- Tephrosia persica Boiss.
- Tephrosia phaeosperma Benth.
- Tephrosia phylloxylon (R.Vig.) Du Puy & Labat
- Tephrosia pietersii H.M.L.Forbes
- Tephrosia pinifolia Du Puy & Labat
- Tephrosia platycarpa Guill. & Perr.
- Tephrosia platyphylla (Rose) Standl.
- Tephrosia pogonocalyx C.E.Wood
- Tephrosia polyphylla (Chiov.) J.B.Gillett
- Tephrosia polystachya E.Mey.
- Tephrosia polyzyga Benth.
- Tephrosia porrecta Benth.
- Tephrosia potosina Brandegee
- Tephrosia praecana Brummitt
- Tephrosia pringlei (Rose) J.F.Macbr.
- Tephrosia pseudolongipes Baker f.
- Tephrosia pulchella Hook. f.
- Tephrosia pumila (Lam.) Pers.
- Tephrosia punctata J.B.Gillett
- Tephrosia pungens (R.Vig.) Du Puy & Labat
- Tephrosia purpurea (L.) Pers.
- Tephrosia quercetorum C.E.Wood
- Tephrosia radicans Baker
- Tephrosia rechingeri Ali
- Tephrosia remotiflora Benth.
- Tephrosia reptans Baker
- Tephrosia retamoides (Baker) Soler.
- Tephrosia reticulata Benth.
- Tephrosia retusa Burtt Davy
- Tephrosia rhodantha Brandegee
- Tephrosia rhodesica Baker f.
- Tephrosia richardsiae J.B.Gillett
- Tephrosia rigida Span.
- Tephrosia rigidula Baker
- Tephrosia ringoetii Baker f.
- Tephrosia robinsoniana Brummitt
- Tephrosia rosea Benth.
- Tephrosia roxburghiana J.R.Drumm.
- Tephrosia rufescens Benth.
- Tephrosia rufula Pedley
- Tephrosia rugelii Shuttlew.
- Tephrosia rupicola J.B.Gillett
- Tephrosia savannicola Domin
- Tephrosia saxicola C.E.Wood
- Tephrosia scopulata Thulin
- Tephrosia scopulorum Brandegee
- Tephrosia seemannii (Britten & Baker f.) K.Schum.
- Tephrosia semiglabra Sond.
- Tephrosia seminole Shinners
- Tephrosia sengaensis Baker f.
- Tephrosia senna Kunth
- Tephrosia senticosa (L.) Pers.
- Tephrosia sessiliflora (Poir.) Hassl.
- Tephrosia seticulosa (L.) Pers.
- Tephrosia shamimii Ali
- Tephrosia shiluwanensis Schinz
- Tephrosia siamensis J.R.Drumm.
- Tephrosia simulans C.E.Wood
- Tephrosia sinapou (Buc'hoz) A.Chev.
- Tephrosia singuliflora F.Muell.
- Tephrosia smallii (Vail) Robinson
- Tephrosia smythiae McVaugh
- Tephrosia sousae O. Téllez
- Tephrosia sparsiflora H.M.L.Forbes
- Tephrosia spechtii Pedley
- Tephrosia sphaerospora F.Muell.
- Tephrosia spicata (Walter) Torr. & A.Gray
- Tephrosia spinosa (L.f.) Pers.
- Tephrosia stipularis (Desv.) DC.
- Tephrosia stipuligera W.Fitzg.
- Tephrosia stormsii De Wild.
- Tephrosia stricta (L.f.) Pers.
- Tephrosia strigosa (Dalzell) Santapau & Maheshw.
- Tephrosia stuartii Benth.
- Tephrosia subamoena J.R.Drumm. & Hemsl.
- Tephrosia subaphylla Du Puy & Labat
- Tephrosia submontana (Rose) L.Riley
- Tephrosia subnuda Domin
- Tephrosia subpectinata Domin
- Tephrosia subpraecox Cronquist
- Tephrosia subtriflora Baker
- Tephrosia subulata Hutch. & Burtt Davy
- Tephrosia supina Domin
- Tephrosia sylitroides Baker f.
- Tephrosia sylviae Berhaut
- Tephrosia tanganyikensis De Wild.
- Tephrosia tenuis Wall.
- Tephrosia tepicana (Standl.) Standl.
- Tephrosia thurberi Rydb.
- Tephrosia tinctoria Pers.
- Tephrosia totta (Thunb.) Pers.
- Tephrosia travancorica Thoth. & D.N.Das
- Tephrosia tundavalensis Bamps
- Tephrosia uniflora Pers.
- Tephrosia uniovulata F.Muell.
- Tephrosia varians (Bailey) C.T.White
- Tephrosia velutina Spreng.
- Tephrosia verdickii De Wild.
- Tephrosia vernicosa C.E.Wood
- Tephrosia vestita Vogel
- Tephrosia vicioides Schltdl.
- Tephrosia viguieri Du Puy & Labat
- Tephrosia villosa (L.) Pers.
- Tephrosia virens Pedley
- Tephrosia virgata H.M.L.Forbes
- Tephrosia virginiana (L.) Pers.
- Tephrosia vogelii Hook.f.
- Tephrosia vohimenaensis Du Puy & Labat
- Tephrosia watsoniana (Standl.) J.F.Macbr.
- Tephrosia whyteana Baker f.
- Tephrosia wynaadensis J.R.Drumm.
- Tephrosia zambiana Brummitt
- Tephrosia zollingeri Backer
- Tephrosia zoutpansbergensis Bremek.
- Tephrosia zoutspanbergensis Bremek.

Selon Tropicos (27 septembre 2017) (Attention liste brute contenant possiblement des synonymes) :
- Tephrosia abbottiae C.E. Wood
- Tephrosia acaciifolia Welw. ex Baker
- Tephrosia adscendens Benth.
- Tephrosia adunca Benth.
- Tephrosia aemula (E. Mey.) Harv.
- Tephrosia aequilata Baker
- Tephrosia affinis S. Watson
- Tephrosia alba Du Puy & Labat
- Tephrosia albida Brandegee
- Tephrosia albissima H.M.L. Forbes
- Tephrosia aldabrensis J.R. Drumm. & Hemsl.
- Tephrosia alpestris Taub.
- Tephrosia ambigua (M.A. Curtis) M.A. Curtis ex Chapm.
- Tephrosia amoena E. Mey.
- Tephrosia amorphaefolia Kunth & Bouché
- Tephrosia andongensis Welw. ex Baker
- Tephrosia andrewii Cowie
- Tephrosia angivensis Bojer
- Tephrosia angulata E. Mey.
- Tephrosia angustifolia Featherm.
- Tephrosia angustissima Shuttlew. ex Chapm.
- Tephrosia aniloides Bello
- Tephrosia anomala Thulin
- Tephrosia ansellii Hook. f.
- Tephrosia anthylloides Hochst. ex Webb
- Tephrosia apiculata H.M.L. Forbes
- Tephrosia apollinae Link
- Tephrosia apollinea Guill. & Perr.
- Tephrosia arabica Steud.
- Tephrosia arcuata (Rydb.) Standl.
- Tephrosia argentea Pers.
- Tephrosia argyrolampra Harms
- Tephrosia argyrotricha Harms
- Tephrosia armitageana Chiov.
- Tephrosia arnhemica C.T. White
- Tephrosia ascendens Macfad.
- Tephrosia astragalina Kunth
- Tephrosia astragaloides Benth.
- Tephrosia athiensis Baker f.
- Tephrosia atroviolacea Baker f.
- Tephrosia aurantiaca Harms
- Tephrosia avasmontana Dinter
- Tephrosia axillaris Radcl.-Sm.
- Tephrosia bachmannii Harms
- Tephrosia barba-jovis Cufod.
- Tephrosia barbatala Bosman & A.J.P. de Haas
- Tephrosia barberi J. R. Drummond, in Gamble
- Tephrosia barbigera Welw. ex Baker
- Tephrosia barclayana Sweet
- Tephrosia barclayi (Telf. ex Hook.) Baill.
- Tephrosia baueri Benth. ex A. Gray
- Tephrosia belizensis Lundell
- Tephrosia benthamii Pedley
- Tephrosia bequaerti De Wild.
- Tephrosia berhautiana Lescot
- Tephrosia betsileensis (R. Vig.) Du Puy & Labat
- Tephrosia bibracteolata (Dumaz-le-Grand) Du Puy & Labat
- Tephrosia bidwilli Benth.
- Tephrosia bifacialis Cowie
- Tephrosia biflora DC.
- Tephrosia boivini Blatt.
- Tephrosia boiviniana Baill.
- Tephrosia bojeri Baill.
- Tephrosia boranensis Chiov.
- Tephrosia brachycarpa F. Muell. ex Benth.
- Tephrosia brachyloba E. Mey.
- Tephrosia brachyodon Domin
- Tephrosia brachystachya DC.
- Tephrosia bracteolata Guill. & Perr.
- Tephrosia brandegei (Standl.) L. Riley
- Tephrosia brevipes Benth.
- Tephrosia brummittii Schrire
- Tephrosia brunnea Baker
- Tephrosia burchellii Burtt Davy
- Tephrosia burttii Baker f.
- Tephrosia butayei De Wild. & T. Dur.
- Tephrosia caerulea Baker f.
- Tephrosia calophylla Bedd.
- Tephrosia cana Brandegee
- Tephrosia canarensis J. R. Drummond, in Gamble
- Tephrosia candida DC.
- Tephrosia canescens E. Mey.
- Tephrosia capensis Pers.
- Tephrosia capillipes Welw. ex Baker
- Tephrosia capitata Verdc.
- Tephrosia capitulata Link
- Tephrosia caribaea (Jacq.) DC.
- Tephrosia carpenteri (Rydb.) Killip
- Tephrosia carriemichelliae Cowie
- Tephrosia carrollii O. Téllez
- Tephrosia carvalhi Taub.
- Tephrosia cathartica (Sessé & Moc.) Urb.
- Tephrosia cephalantha Welw. ex Baker
- Tephrosia cephalophora Harms
- Tephrosia chilensis Trevir.
- Tephrosia chimanimaniana Brummitt
- Tephrosia chinensis Lindl.
- Tephrosia chisumpae Brummitt
- Tephrosia chrysophylla Pursh
- Tephrosia cinerea (L.) Pers.
- Tephrosia clementi Skan
- Tephrosia clementis Alain
- Tephrosia coarctata Miq.
- Tephrosia coccinea Wall.
- Tephrosia coerulea (L. f.) Pers.
- Tephrosia collina Sharma
- Tephrosia colonila Buch.-Ham.
- Tephrosia colutea Pers.
- Tephrosia commersonii Scott-Elliot
- Tephrosia concinna Baker
- Tephrosia conferta F. Muell.
- Tephrosia confertiflora Benth.
- Tephrosia congestiflora Harms
- Tephrosia conspicua W. Fitzg.
- Tephrosia constricta S. Watson
- Tephrosia contorta N.E. Br.
- Tephrosia conzattii (Rydb.) Standl.
- Tephrosia corallicola (Small) generic León
- Tephrosia cordata Hutch. & Burtt Davy
- Tephrosia cordatistipula J.B. Gillett
- Tephrosia cordofana Hochst. ex Baker
- Tephrosia coriacea Benth.
- Tephrosia coronillaefolia DC.
- Tephrosia coronilloides Welw. ex Baker
- Tephrosia craccoides Lillo
- Tephrosia crassa Bojer ex Baker
- Tephrosia crassifolia Benth.
- Tephrosia crocea Benth.
- Tephrosia crotalarioides Klotzsch
- Tephrosia cuernavacana (Rose) J.F. Macbr.
- Tephrosia curtissii (Small ex Rydb.) Shinners
- Tephrosia curvata De Wild.
- Tephrosia damarensis Engl.
- Tephrosia dasyphylla Welw. ex Baker
- Tephrosia davurica Pers.
- Tephrosia debilis Domin
- Tephrosia decaryana (Dumaz-le-Grand) Du Puy & Labat
- Tephrosia decidua Steud. ex A. Rich.
- Tephrosia decora Welw. ex Baker
- Tephrosia decorticans Taub.
- Tephrosia decumbens Benth.
- Tephrosia deflexa Baker
- Tephrosia delagoensis H.M.L. Forbes
- Tephrosia delestangii Pedley
- Tephrosia delicata Baker f.
- Tephrosia densiflora Hook. f.
- Tephrosia desertorum Scheele
- Tephrosia deyeana E. Mey.
- Tephrosia dichotoma Desv.
- Tephrosia dichroocarpa Steud. ex A. Rich.
- Tephrosia dietrichiae Domin
- Tephrosia diffusa (E. Mey.) Harv.
- Tephrosia digitata DC.
- Tephrosia dimorphophylla Welw. ex Baker
- Tephrosia dinteri Schinz
- Tephrosia discolor E. Mey.
- Tephrosia disperma Welw. ex Baker
- Tephrosia dissitiflora Baker
- Tephrosia diversifolia (Rose) J.F. Macbr.
- Tephrosia djalonica A. Chev.
- Tephrosia doggettii Baker f.
- Tephrosia dolichocarpa Griseb.
- Tephrosia domingensis (Willd.) Pers.
- Tephrosia dowsonii Baker f.
- Tephrosia dregeana E. Mey.
- Tephrosia drepanocarpa Welw. ex Baker
- Tephrosia dubia Pers.
- Tephrosia dura Baker
- Tephrosia egregia Sandwith
- Tephrosia ehrenbergiana Schweinf.
- Tephrosia elata Deflers
- Tephrosia elegans Schumach.
- Tephrosia elliottii (Nutt.) Benth.
- Tephrosia elliptica Bosman & A.J.P. de Haas
- Tephrosia elongata E. Mey.
- Tephrosia emarginata Kunth
- Tephrosia emarginato-foliolata De Wild.
- Tephrosia emeroides A. Rich.
- Tephrosia encoptosperma Schweinf.
- Tephrosia ensifolia Harv.
- Tephrosia ephippioides Cowie
- Tephrosia eriocarpa Benth.
- Tephrosia eriosemoides Oliv.
- Tephrosia euchroa Verd.
- Tephrosia euprepes Brummitt
- Tephrosia evansii Hutch. & Burtt Davy
- Tephrosia eylesii Baker f.
- Tephrosia falcata (Thunb.) Pers.
- Tephrosia falciformis Ramasw.
- Tephrosia fasciculata Hook. f.
- Tephrosia faulknerae Brummitt
- Tephrosia feddemana McVaugh
- Tephrosia ferruginea Wallich ex Voigt
- Tephrosia fertilis Queiroz, R. F. & A.M.G. Azevedo
- Tephrosia festina Brummitt
- Tephrosia filiflora Chiov.
- Tephrosia filifolia Pers.
- Tephrosia filiformis (Jacq.) Pers.
- Tephrosia filipes Benth.
- Tephrosia flagellaris Domin
- Tephrosia flammea F. Muell. ex Benth.
- Tephrosia flexuosa G. Don
- Tephrosia florida (F. Dietr.) C.E. Wood
- Tephrosia foliolosa (Rydb.) L. Riley
- Tephrosia forbesii Baker
- Tephrosia forrestiana F. Muell.
- Tephrosia franchetii Hutch. & E.A. Bruce
- Tephrosia frutescens (Mill.) DC.
- Tephrosia fruticosa DC.
- Tephrosia fulvinervis Hochst. ex A. Rich.
- Tephrosia fusca Wight & Arn.
- Tephrosia galegoides Graham ex Wall.
- Tephrosia galpinii H.M.L. Forbes
- Tephrosia gaudium-solis Domin
- Tephrosia geminiflora Baker
- Tephrosia genistoides (Dumaz-le-Grand) Du Puy & Labat
- Tephrosia glabrescens Benth.
- Tephrosia glandulifera Benth.
- Tephrosia glomeruliflora Meisn.
- Tephrosia gobensis Brummitt
- Tephrosia godmanae Baker f.
- Tephrosia gorgonea P. Cout.
- Tephrosia gossweileri Baker f.
- Tephrosia gracilenta H.M.L. Forbes
- Tephrosia gracilipes Guill. & Perr.
- Tephrosia gracilis Alph. Wood
- Tephrosia gracillima (B.L. Rob.) Killip
- Tephrosia grahami Wall.
- Tephrosia graminifolia Chiov.
- Tephrosia grandibracteata Merxm.
- Tephrosia grandiflora (L'Hér. ex Aiton) Pers.
- Tephrosia granitica R. Vig.
- Tephrosia griseola H.M.L. Forbes
- Tephrosia guaranitica Chodat & Hassl.
- Tephrosia guayameoensis O. Téllez
- Tephrosia gynothrix Miq.
- Tephrosia gyropoda Cowie
- Tephrosia hamiltonii J. R. Drummond
- Tephrosia harmsii Hochr.
- Tephrosia hassleri Chodat
- Tephrosia haussknechtii Bornm.
- Tephrosia heckmanniana Harms
- Tephrosia heterantha Griseb.
- Tephrosia heterophylla Bojer
- Tephrosia heydeana (Rydb.) Standl.
- Tephrosia heyeana Wall.
- Tephrosia heyneana Wall. ex Wight & Arn.
- Tephrosia heyniana Sweet
- Tephrosia hildebrandtii Vatke
- Tephrosia hirsuta Schumach. & Thonn.
- Tephrosia hirta Bojer
- Tephrosia hispida DC.
- Tephrosia hispidula (Michx.) Pers.
- Tephrosia hochstetteri Chiov.
- Tephrosia hockii De Wild.
- Tephrosia holosericea Nutt.
- Tephrosia holstii Taub.
- Tephrosia hookeriana Baker
- Tephrosia huillensis Welw. ex Baker
- Tephrosia humbertii Dumaz-le-Grand
- Tephrosia humifusa Cowie
- Tephrosia humilis Guill. & Perr.
- Tephrosia hypargyrea DC.
- Tephrosia hypoleuca L. Riley
- Tephrosia ibityensis (R. Vig.) Du Puy & Labat
- Tephrosia icthyneca Bertol.
- Tephrosia ilorinensis J. R. Drummond ex Baker f.
- Tephrosia inandensis H.M.L. Forbes
- Tephrosia incana (Roxb.) Graham ex Wight
- Tephrosia incarnata Brummitt
- Tephrosia indigofera Bertol.
- Tephrosia inebrians Welw.
- Tephrosia interrupta Hochst. & Steud. ex Engl.
- Tephrosia ionophlebia Hayata
- Tephrosia iringae Baker f.
- Tephrosia isaloensis Du Puy & Labat
- Tephrosia jamnagarensis Santapau
- Tephrosia jelfiae Baker f.
- Tephrosia juncea Benth.
- Tephrosia junodii De Wild.
- Tephrosia kalamboensis Brummitt & J. B. Gillett
- Tephrosia karkarensis Thulin
- Tephrosia kasikiensis Baker f.
- Tephrosia kassasii Boulos
- Tephrosia kassneri Baker f.
- Tephrosia katangensis De Wild.
- Tephrosia kazibensis Cronquist
- Tephrosia kerrii J.R. Drumm. & Craib
- Tephrosia kindu De Wild.
- Tephrosia kirkii Baker
- Tephrosia kotschyana Hochst. ex A. Rich.
- Tephrosia kraussiana Meisn.
- Tephrosia lactea Schinz
- Tephrosia laevigata Welw. ex Baker
- Tephrosia lagascana DC.
- Tephrosia lamprolobiodes F. Muell.
- Tephrosia lanata M. Martens & Galeotti
- Tephrosia lanceaefolia Link
- Tephrosia lanceifolia Link
- Tephrosia lanceolata Graham
- Tephrosia langlassei Micheli
- Tephrosia lasiochlaena Cowie
- Tephrosia lateritia Merxm.
- Tephrosia lathyroides Guill. & Perr.
- Tephrosia latidens (Small) Standl.
- Tephrosia laurentii De Wild.
- Tephrosia laxa Domin
- Tephrosia laxiflora R.E. Fr.
- Tephrosia le-testui Tisser.
- Tephrosia lebrunii Staner ex Cronq.
- Tephrosia leiocarpa A. Gray
- Tephrosia lelyi Baker f.
- Tephrosia lepida Baker f.
- Tephrosia leptoclada Benth.
- Tephrosia leptostachya DC.
- Tephrosia leratiana Harms
- Tephrosia lessertioides Baker f.
- Tephrosia letestui Tiss.
- Tephrosia leucantha Kunth
- Tephrosia leucoclada Scott-Elliot
- Tephrosia leucosericea (Rydb.) Cory
- Tephrosia leveillei Domin
- Tephrosia limpopoensis J.B. Gillett
- Tephrosia lindheimeri A. Gray
- Tephrosia linearis (Willd.) Pers.
- Tephrosia lineata Schumach. & Thonn.
- Tephrosia littoralis (Jacq.) Pers.
- Tephrosia lobata Graham
- Tephrosia longana Harms
- Tephrosia longifolia (Jacq.) Pers.
- Tephrosia longipes Meisn.
- Tephrosia lortiae Baker f.
- Tephrosia luembensis De Wild.
- Tephrosia lupinifolia DC.
- Tephrosia lupinoides (M.E. Jones) Morton
- Tephrosia lurida Sond.
- Tephrosia lutea R.E. Fr.
- Tephrosia luzonensis Vogel
- Tephrosia lyallii Baker
- Tephrosia macbrideana R.T. Queiroz, G.P. Lewis & A.M.G. Azevedo
- Tephrosia macrantha A. Rob. & Greenm. ex Pringle
- Tephrosia macrocarpa Benth.
- Tephrosia macrophylla Wallich ex Voigt
- Tephrosia macropoda (E. Mey.) Harv.
- Tephrosia macrostachya Domin
- Tephrosia maculata Merr. & L.M. Perry
- Tephrosia madrensis Seem.
- Tephrosia major Micheli
- Tephrosia malvina Brummitt
- Tephrosia manikensis De Wild.
- Tephrosia marginata Hassl.
- Tephrosia marginella H.M.L. Forbes
- Tephrosia mariana DC.
- Tephrosia maxima Pers.
- Tephrosia mbogaensis De Wild.
- Tephrosia medleyi H.M.L. Forbes
- Tephrosia megalantha Micheli
- Tephrosia meisneri Hutch. & Burtt Davy
- Tephrosia melanocalyx Baker
- Tephrosia mexicana C.E. Wood
- Tephrosia meyeri-johannis Taub. ex Engl.
- Tephrosia meyeriana J.B. Gillett
- Tephrosia micrantha J.B. Gillett
- Tephrosia microcarpa O. Téllez
- Tephrosia mildbraedii Harms
- Tephrosia mimosoides Pers.
- Tephrosia miranda Brummitt
- Tephrosia mitchelii Graham
- Tephrosia modesta Steud. ex A. Rich.
- Tephrosia mohrii (Rydb.) R.K. Godfrey
- Tephrosia mollis Kunth
- Tephrosia mollissima Bertol.
- Tephrosia monantha Baker
- Tephrosia monophylla Schinz
- Tephrosia montana Brummitt
- Tephrosia moroubensis Tisser.
- Tephrosia moschata Tussac
- Tephrosia mossambicensis Schinz
- Tephrosia mossiensis A. Chev.
- Tephrosia mucronata (Thunb.) DC.
- Tephrosia muenzneri Harms
- Tephrosia multiflora Blatt. & Hallb.
- Tephrosia multifolia Rose
- Tephrosia multijuga R.G.N. Young
- Tephrosia multinervis Baker f.
- Tephrosia musili Velen.
- Tephrosia myrtifolia DC.
- Tephrosia mysteriosa DeLaney
- Tephrosia nana Kotschy ex Schweinf.
- Tephrosia natalensis H.M.L. Forbes
- Tephrosia nematophylla F. Muell.
- Tephrosia nervosa Chodat & Hassl.
- Tephrosia newtoniana Torre
- Tephrosia nicaraguensis Oerst.
- Tephrosia nigerica Baker f.
- Tephrosia nigrocalyx Baker f.
- Tephrosia nitens Benth. ex Seem.
- Tephrosia noctiflora Bojer ex Baker
- Tephrosia nseleensis De Wild.
- Tephrosia nubica (Boiss.) Baker
- Tephrosia nyassae Baker f.
- Tephrosia nyikensis Baker
- Tephrosia obbiadensis Chiov.
- Tephrosia obcordata (Lam. ex Poir.) Baker
- Tephrosia oblongata Benth.
- Tephrosia oblongifolia E. Mey.
- Tephrosia obovata Merr.
- Tephrosia ochroleuca (Jacq.) Pers.
- Tephrosia odorata Balf. f.
- Tephrosia oligantha Drake
- Tephrosia oligophylla Benth.
- Tephrosia onobrychoides Nutt.
- Tephrosia oraria Hance
- Tephrosia orientalis Baker f.
- Tephrosia oroboides Kunth
- Tephrosia otaviensis Dinter
- Tephrosia oubanguiensis Tisser.
- Tephrosia oxygona Welw. ex Baker
- Tephrosia pachypoda L. Riley
- Tephrosia pallens (Dryand. ex Aiton) Pers.
- Tephrosia pallida H.M.L. Forbes
- Tephrosia palmeri S. Watson
- Tephrosia paniculata Welw. ex Baker
- Tephrosia papuana Stemmerik
- Tephrosia paradoxa Brummitt
- Tephrosia parviflora Wight ex Wall.
- Tephrosia parvifolia (R. Vig.) Du Puy & Labat
- Tephrosia pauciflora Wall.
- Tephrosia paucifolia Nutt.
- Tephrosia paucijuga Harms
- Tephrosia pearsonii Baker f.
- Tephrosia pedicellata Baker
- Tephrosia penicillata Benth.
- Tephrosia pentaphylla Sweet
- Tephrosia periculosa Baker
- Tephrosia perrieri R. Vig.
- Tephrosia perriniana (Spreng.) DC.
- Tephrosia persica Boiss.
- Tephrosia petersiana Klotzsch
- Tephrosia petrosa Blatt. & Hallb.
- Tephrosia phaeosperma F. Muell. ex Benth.
- Tephrosia phylloxylon (R. Vig.) Du Puy & Labat
- Tephrosia pietersii H.M.L. Forbes
- Tephrosia pinifolia Du Puy & Labat
- Tephrosia pinnata Pers.
- Tephrosia piscatoria (Aiton) Pers.
- Tephrosia platycarpa Guill. & Perr.
- Tephrosia platyphylla (Rose) Standl.
- Tephrosia plicata Oliv.
- Tephrosia pogonocalyx C.E. Wood
- Tephrosia pogonostigma Boiss.
- Tephrosia polyphylla (Chiov.) J.B. Gillett
- Tephrosia polysperma Baker
- Tephrosia polystachya E. Mey.
- Tephrosia polystachyoides Baker f.
- Tephrosia polyzyga F. Muell. ex Benth.
- Tephrosia porrecta Benth.
- Tephrosia potosina Brandegee
- Tephrosia praecana Brummitt
- Tephrosia preussii Taub.
- Tephrosia pringlei (Rose) J.F. Macbr.
- Tephrosia procera Cowie
- Tephrosia procumbens Gamble
- Tephrosia prostrata Nutt.
- Tephrosia pseudo-piscatoria Klotzsch
- Tephrosia pseudocapitata H.M.L. Forbes
- Tephrosia pseudolongipes Baker f.
- Tephrosia pseudosphaerosperma Schinz
- Tephrosia pubescens Ewart & Morrison
- Tephrosia pulchella Hook. f.
- Tephrosia pulcherrima Gamble
- Tephrosia pumila (Lam.) Pers.
- Tephrosia punctata J.B. Gillett
- Tephrosia pungens (R. Vig.) Du Puy & Labat
- Tephrosia purisimae Brandegee
- Tephrosia purpurea (L.) Pers.
- Tephrosia pusilla (Thunb.) Pers.
- Tephrosia quartiniana Cuf. ex Greuter & Burdet
- Tephrosia quercetorum C.E. Wood
- Tephrosia racemosa Sweet
- Tephrosia radicans Welw. ex Baker
- Tephrosia rechingeri Ali
- Tephrosia reflexa DC.
- Tephrosia remotiflora F. Muell. ex Benth.
- Tephrosia rensburgii Verdc.
- Tephrosia repentina J. R. Drummond & Craib
- Tephrosia reptans Baker
- Tephrosia retamoides (Baker) Soler.
- Tephrosia reticulata Benth.
- Tephrosia retusa Burtt Davy
- Tephrosia rheedii DC.
- Tephrosia rhizomatosa De Wild.
- Tephrosia rhodantha Brandegee
- Tephrosia rhodesica Baker f.
- Tephrosia richardsiae J.B. Gillett
- Tephrosia rigida Baker
- Tephrosia rigidula Welw. ex Baker
- Tephrosia ringoetii Baker f.
- Tephrosia rivaei Taub. ex Harms
- Tephrosia robinsoniana Brummitt
- Tephrosia rosea F. Muell. ex Benth.
- Tephrosia roseana (Rydb.) Standl.
- Tephrosia roxburghiana J. R. Drummond, in Gamble
- Tephrosia rufescens Benth.
- Tephrosia rugelii Shuttlew. ex B.L. Rob.
- Tephrosia rupicola J.B. Gillett
- Tephrosia rutenbergiana Vatke
- Tephrosia salicifolia Schinz
- Tephrosia sambesiaca Taub.
- Tephrosia savannicola Domin
- Tephrosia saxicola C.E. Wood
- Tephrosia schiedeana Schltdl.
- Tephrosia schizocalyx Taub.
- Tephrosia schweinfurthii Deflers
- Tephrosia scopulata Thulin
- Tephrosia scopulorum Brandegee
- Tephrosia secunda Welw. ex Baker
- Tephrosia seemannii (Britten & Baker f.) K. Schum.
- Tephrosia semiglabra Sond.
- Tephrosia seminole Shinners
- Tephrosia seminuda Bojer ex Baker
- Tephrosia sengaensis Baker f.
- Tephrosia senna Kunth
- Tephrosia sennoides Blume ex Miq.
- Tephrosia senticosa (P.A. Duvign.) Pers.
- Tephrosia sericea Baker
- Tephrosia sessiliflora (Poir.) Hassl.
- Tephrosia shamimii Ali
- Tephrosia shiluwanensis Schinz
- Tephrosia siamensis J. R. Drummond ex Hosseus
- Tephrosia similis Chiov.
- Tephrosia simplicifolia F. Muell. ex Benth.
- Tephrosia simulans C.E. Wood
- Tephrosia sinaitica Gand.
- Tephrosia sinapou (Buc'hoz) A. Chev.
- Tephrosia singuliflora F. Muell.
- Tephrosia smallii (Vail) B.L. Rob.
- Tephrosia smythiae McVaugh
- Tephrosia sophoroides DC.
- Tephrosia sousae O. Téllez
- Tephrosia sparsiflora H.M.L. Forbes
- Tephrosia spathacea Hutch. & Burtt Davy
- Tephrosia sphaerosperma (DC.) Baker
- Tephrosia sphaerospora F. Muell.
- Tephrosia spicata (Walter) Torr. & A. Gray
- Tephrosia spinosa (L. f.) Pers.
- Tephrosia stipularis (Desv.) DC.
- Tephrosia stipuligera W. Fitzg.
- Tephrosia stormsii De Wild.
- Tephrosia striata Ecklon & Zeyher ex Steudel
- Tephrosia stricta (L. f.) Pers.
- Tephrosia strigosa Santapau & Maheshwari
- Tephrosia stuartii Benth.
- Tephrosia subalpina A. Chev.
- Tephrosia subamoena J.R. Drumm. & Hemsl.
- Tephrosia subaphylla R. Vig. ex Du Puy & Labat
- Tephrosia suberosa DC.
- Tephrosia subfalcato-stipulata De Wild.
- Tephrosia submontana (Rose) L. Riley
- Tephrosia subnuda Domin
- Tephrosia subpectinata Domin
- Tephrosia subpraecox Cronquist
- Tephrosia subsessilis Graham
- Tephrosia subtriflora Hochst. ex Baker
- Tephrosia subulata Hutch. & Burtt Davy
- Tephrosia sulphurea Chiov.
- Tephrosia supina Domin
- Tephrosia swynnertonii Baker f.
- Tephrosia sylitroides Baker f.
- Tephrosia sylviae Berhaut
- Tephrosia talpa S. Watson
- Tephrosia tanganicensis De Wild.
- Tephrosia taylori Graham
- Tephrosia telfairii Sweet
- Tephrosia tenella A. Gray
- Tephrosia tenuis Wall.
- Tephrosia tepicana (Standl.) Standl.
- Tephrosia ternata DC.
- Tephrosia ternatiflora R. Young
- Tephrosia texana (Rydb.) Cory
- Tephrosia thurberi (Rydb.) C.E. Wood
- Tephrosia timoriensis DC.
- Tephrosia tinctoria (L.) Pers.
- Tephrosia tomentosa Pers.
- Tephrosia totta (Thunb.) Pers.
- Tephrosia toxicaria (Sw.) Pers.
- Tephrosia tracyi Small
- Tephrosia transjubensis Chiov.
- Tephrosia transvaalensis Hutch. & Burtt Davy
- Tephrosia trapezicarpa DC.
- Tephrosia trifoliata DC.
- Tephrosia triphylla Harms
- Tephrosia tuitoensis O. Téllez
- Tephrosia tundavalensis Bamps
- Tephrosia tutcheri Dunn
- Tephrosia tzaneenensis H.M.L. Forbes
- Tephrosia uliginosa Spreng.
- Tephrosia uniflora Pers.
- Tephrosia unifolia H.M.L. Forbes
- Tephrosia uniovulata F. Muell.
- Tephrosia ustulata Taub. ex Harms
- Tephrosia valleculata Cowie
- Tephrosia varians (Bailey) C.T. White
- Tephrosia velutina Spreng.
- Tephrosia venosa M. Martens & Galeotti
- Tephrosia venustula Kunth
- Tephrosia verdickii De Wild.
- Tephrosia vernicosa C.E. Wood
- Tephrosia vestita Vogel
- Tephrosia viciaeformis Edgew.
- Tephrosia vicioides Schltdl.
- Tephrosia viguieri Du Puy & Labat
- Tephrosia vilersii Drake
- Tephrosia villosa (L.) Pers.
- Tephrosia virens Pedley
- Tephrosia virgata H.M.L. Forbes
- Tephrosia virginiana (L.) Pers.
- Tephrosia virginica Bigelow
- Tephrosia viridiflora O. Téllez
- Tephrosia viridis M.E. Jones
- Tephrosia vogelii Hook. f.
- Tephrosia vohimenaensis Du Puy & Labat
- Tephrosia wallichii Graham ex Fawcett & Rendle
- Tephrosia watsoniana (Standl.) J.F. Macbr.
- Tephrosia whyteana Baker f.
- Tephrosia wittei Baker f.
- Tephrosia woodii Burtt Davy
- Tephrosia wyanaadensis J. R. Drumm.
- Tephrosia wyliei H.M.L. Forbes
- Tephrosia wynaadensis J. R. Drummond, in Gamble
- Tephrosia youngii Torre
- Tephrosia zambiana Brummitt
- Tephrosia zollingeri Backer
- Tephrosia zombensis Baker
- Tephrosia zoutpansbergensis Bremek.
- Tephrosia zuluensis H.M.L. Forbes
- Tephrosia × floridana (Vail) Isely
- Tephrosia × intermedia (Small) G.L. Nesom & Zarucchi
- Tephrosia × varioforma DeLaney